# Centrumcross
De Centrumcross is een veldrijwedstrijd die elk seizoen wordt georganiseerd in Surhuisterveen in de Nederlandse gemeente Achtkarspelen.
De organisatie is in handen van de 'Stichting Wielercomité Surhuisterveen', welke sinds 1982 jaarlijks ook de Profronde van Surhuisterveen, een criterium, organiseert en sinds 2006 de 'Pieter Weening Classic', een toertocht in de omgeving van Surhuisterveen. De eerste cross werd op 4 januari 1995 verreden. In de seizoenen 1998/99, 1999/00, 2000/01, 2004/05 en 2011/12 werd de cross in december verreden, in de andere seizoenen werd de wedstrijd in januari gehouden. De editie van 2010/11 stond aanvankelijk ook in december gepland, maar de organisatie kondigde in oktober aan dat de wedstrijd werd geschrapt.

## Erelijst mannen
| Datum            | Winnaar             | Tweede              | Derde               |
| ---------------- | ------------------- | ------------------- | ------------------- |
| 4 januari 1995   | Adrie van der Poel  | Frank van Bakel     | Richard Groenendaal |
| 3 januari 1996   | Adrie van der Poel  | Richard Groenendaal | Erik Boezewinkel    |
| 2 januari 1997   | Paul Herygers       | Richard Groenendaal | Adrie van der Poel  |
| 2 januari 1998   | Adrie van der Poel  | Paul Herygers       | Peter Willemsens    |
| 30 december 1998 | Mario De Clercq     | Sven Nys            | Bart Wellens        |
| 30 december 1999 | Sven Nys            | Bart Wellens        | Adrie van der Poel  |
| 28 december 2000 | Erwin Vervecken     | Gerben de Knegt     | Daniele Pontoni     |
| 3 januari 2002   | Gerben de Knegt     | Richard Groenendaal | Peter Van Santvliet |
| 3 januari 2003   | Mario De Clercq     | Arne Daelmans       | Peter Van Santvliet |
| 2 januari 2004   | Bart Wellens        | Mario De Clercq     | Richard Groenendaal |
| 30 december 2004 | Richard Groenendaal | Wilant van Gils     | Peter Van Santvliet |
| 4 januari 2006   | Richard Groenendaal | Erwin Vervecken     | Wilant van Gils     |
| 6 januari 2007   | Richard Groenendaal | Gerben de Knegt     | Erwin Vervecken     |
| 9 januari 2008   | Sven Nys            | Richard Groenendaal | Thijs Al            |
| 14 januari 2009  | Lars Boom           | Thijs Al            | Gerben de Knegt     |
| 13 januari 2010  | Gerben de Knegt     | Rob Peeters         | Thijs van Amerongen |
| 20 december 2011 | Gerben de Knegt     | Tijmen Eising       | Lars Boom           |
| 3 januari 2013   | Rob Peeters         | Thijs van Amerongen | Philipp Walsleben   |
| 2 januari 2014   | Lars van der Haar   | Thijs van Amerongen | Mike Teunissen      |
| 2 januari 2015   | Lars van der Haar   | Corné van Kessel    | Stan Godrie         |
| 2 januari 2016   | Corné van Kessel    | Philipp Walsleben   | Twan van den Brand  |
| 4 januari 2017   | Corné van Kessel    | Lars Boom           | Lars van der Haar   |

## Erelijst vrouwen
| Datum            | Winnaar | Tweede | Derde |
| ---------------- | --- | --- | --- |
| 4 januari 1995   | geen vrouwenkoers | geen vrouwenkoers | geen vrouwenkoers |
| 3 januari 1996 * | geen vrouwenkoers: gemengde race samen met nieuwelingen/dames en junior-dames: 14e Reza Ravenstijn, 15e Daniëlle Jansen | geen vrouwenkoers: gemengde race samen met nieuwelingen/dames en junior-dames: 14e Reza Ravenstijn, 15e Daniëlle Jansen | geen vrouwenkoers: gemengde race samen met nieuwelingen/dames en junior-dames: 14e Reza Ravenstijn, 15e Daniëlle Jansen |
| 2 januari 1997   | Inge Velthuis | Elly van Boxmeer | Marieke Haverdings |
| 2 januari 1998   | geen vrouwenkoers | geen vrouwenkoers | geen vrouwenkoers |
| 30 december 1998 | Inge Velthuis | Ilona Meter | Elly van Boxmeer |
| 30 december 1999 | Corine Dorland | Elly van Boxmeer | Siddhi Stans |
| 28 december 2000 | Inge Velthuis | Elly van Boxmeer | Ilona Meter |
| 3 januari 2002   | Debby Mansveld | Marianne Vos | Inge Velthuis |
| 3 januari 2003   | Marianne Vos | Nicole de Bie-Leyten | Reza Hormes-Ravenstijn                                                                                                  |
| 2 januari 2004   | Marianne Vos | Reza Hormes-Ravenstijn                                                                                                  | Bernadine Boog-Rauwerda                                                                                                 |
| 30 december 2004 | Reza Hormes-Ravenstijn                                                                                                  | Paola Bortolini | Marieke Haverdings |
| 4 januari 2006   | Arenda Grimberg | Abke Francissen | Christine Vardaros |
| 6 januari 2007   | Nicole Kampeter | Mika Ogishima | Linda ter Beek |
| 9 januari 2008   | Saskia Elemans | Sanne van Paassen | Pavla Havlíková |
| 14 januari 2009  | Saskia Elemans | Sanne van Paassen | Loes Gunnewijk |
| 13 januari 2010  | Marianne Vos | Hanka Kupfernagel | Sanne van Paassen |
| 20 december 2011 | Marianne Vos | Helen Wyman | Reza Hormes-Ravenstijn                                                                                                  |
| 3 januari 2013   | Marianne Vos | Helen Wyman | Anna van der Breggen |
| 2 januari 2014   | Marianne Vos | Yara Kastelijn | Lucinda Brand |
| 2 januari 2015   | Marianne Vos | Lucinda Brand | Anna van der Breggen |
| 2 januari 2016   | Anna van der Breggen | Helen Wyman | Joyce Vanderbeken |
| 4 januari 2017   | Marianne Vos | Yara Kastelijn | Alicia Franck |